# Division d'assaut Rhodes
La Division d'assaut Rhodes (en allemand : Sturm-Division Rhodos) est une des divisions d'infanterie de l'armée allemande (Wehrmacht) durant la Seconde Guerre mondiale.

## Création, différentes dénominations et historique
La Sturm-Division Rhodos est formée le 19 mai 1943 sur Ordre du Oberkommando des Heeres et le processus de formation est lancé au cours des derniers jours de mai 1943. Fondamentalement formée sur la mise à niveau de la Sturm-brigade Rhodos (état-major), la division reçoit des éléments de la 22. Infanterie-Division (les troupes en garnison déjà sur l'île: Stab I./GR 16, 2./ et 3./GR 16, 8./ et 11./GR 65, Pz.Jg.Kp) et diverses petites unités stationnées sur les îles de la mer Égée de la Festungs-Division Kreta et de la 999. leichte Afrika-Division, qui n'ont pas été transférées en Afrique du Nord au printemps 1943.
Le 8 septembre 1943, la garnison italienne de l'île de Kastelorizo se rend à un détachement britannique, qui est renforcé au cours des jours suivants par des navires des marines alliées. Le lendemain, une délégation britannique dirigée par Lord John Jellicoe est larguée en parachute sur Rhodes, en vue de persuader le commandant italien, l'amiral Inigo Campioni, de se joindre aux Alliés. Cette opération provoque la réaction immédiate de la plus importante force allemande dans le Dodécanèse, la Sturm-Division Rhodos composée de 7 500 hommes commandés par le Generalleutnant Ulrich Kleemann, stationnée au centre administratif des îles du Dodécanèse, l'île de Rhodes. Sans attendre la réponse des italiens, Kleemann attaque la garnison italienne forte de 40 000 hommes le 9 septembre, et la force à se rendre le 11 septembre. Cette opération réussie lui vaut la Croix de chevalier de la Croix de fer avec feuilles de chêne.
Le 17 octobre 1944 la division est officiellement dissoute. Un petit nombre d'unités divisionnaires reste sur l'île, dont la Panzer-Abteilung Rhodos. La plus grande partie de la division est incorporée à la Panzergrenadier-Division Brandenburg, quand l'ancienne Division Brandenburg (opérations de commandos) est restructurée en formation de combat ordinaire près de Belgrade en octobre 1944.
L'état-major de la division est utilisé pour la réformation de l'état-major du IV. Panzerkorps. Le commandant Ost-Ägäis, ainsi que toutes les unités armées sur l'île de Rhodes sous le commandement de la Panzergrenadier-Brigade Rhodos jusqu'en décembre 1944, se rendent aux forces britanniques le 8 mai 1945, date de la capitulation de l'Allemagne nazie.

## Organisation

### Commandants
| Date                                 | Grade           | Commandant      |
| ------------------------------------ | --------------- | --------------- |
| 25 mai 1943 - août 1944              | Generalleutnant | Ulrich Kleemann |
| 1er septembre 1944 - ? décembre 1944 | Generalmajor    | Ludwig Fricke   |

## Théâtres d'opérations
- Rhodes : mai 1943 - Octobre 1944

## Ordre de bataille
En 1944
- Stab
- Grenadier(Sturm)-Regiment Rhodos
  - I. Bataillon (à partir du I./Grenadier-Regiment 440)
    - 1. à 4. Kompanie

  - II. Bataillon (à partir du II./Grenadier-Regiment 440)
    - 5. à 8. Kompanie

  - III. Bataillon (à partir du Grenadier-Bataillon Rhodos (Einheit Schlegel))
    - 9. à 12. Kompanie

  - 13. à 14. Kompanie
- Füsilier-Bataillon Rhodos (Kompanie plus tard) (redésigné Füsilier-Bataillon/41. Infanterie-Division en 1944)
  - 1. à 4. Kompanie (à partir du personnel venant des on leave of the Bataillon II./Grenadier-Regiment 16 et II./Grenadier-Regiment 65]
- Panzer-Abteilung Rhodos
- Panzer-Aufklärungs-Abteilung 999
  - 1. à 4. Kompanie
- IV./Artillerie-Regiment 999
- Fla-Kompanie Rhodos
- Pionier-Kompanie Rhodos (999)
- Panzer-Nachrichten-Kompanie Rhodos
- Versorgungseinheiten 999